# Manic Street Preachers
Manic Street Preachers é uma banda de rock formada no País de Gales em 1986. O grupo é formado por James Dean Bradfield (vocais, guitarra), Nicky Wire (baixo e vocais) e Sean Moore (bateria) desde o seu início, tendo passado também o guitarrista Richey Edwards.
O grupo alcançou certa relevância lançando um EP e mais tarde o álbum Generation Terrorists (1992), sempre com teor politizado e envolvimento polêmico com a imprensa. O grupo, em sua primeira fase, flertou com o hard rock, mas rapidamente tornou-se mais influenciado pelo rock alternativo e post-punk. Com essas influências e letras escritas pelo baixista Nicky e o guitarrista Richey, a banda produziu The Holy Bible em 1994, considerado um dos principais trabalhos de sua discografia. Em 1995 Richey, conhecido por sua personalidade polêmica, depressiva e melancólica, desapareceu. A banda tornou-se um trio, e nesta formação, o som tornou-se mais leve, embora igualmente politizado, com o britpop de Everything Must Go (1996), um dos álbuns mais elogiados da discografia dos Manics e com o sucessor This Is My Truth Tell Me Yours (1998), o mais vendido da carreira. No entanto, os subsequentes Know Your Enemy (2001) e Lifeblood (2004) foram mal recebidos pela crítica e público. Neste ínterim, os músicos fizeram um show em Cuba, registrado em vídeo. James e Nicky gravaram discos solo em 2006.
O conjunto retornou à forma com Send Away the Tigers (2007), que segundo o trio, renovou-a. Após Richey ser oficialmente declarado morto em 2008, os músicos revisitaram algumas de suas letras e lançaram Journal for Plague Lovers (2009), influenciado pelo som da banda na década anterior. Após isso, o grupo investiu em discos ecléticos, bem recebidos pela crítica: O power pop de Postcards from a Young Man (2010), o acústico folk Rewind the Film (2013) e o krautrock Futurology (2014). Nos anos seguintes, saíram Resistance Is Futile (2018), The Ultra Vivid Lament (2021) e Critical Thinking (2025). O trio também produziu a coletânea National Treasures – The Complete Singles em 2011. Com mais de dez milhões de cópias vendidas pelo mundo, o Manic Street Preachers é conhecido pela temática política e filosófica em suas músicas, tendo sido e vencedor nos prêmios NME Awards, Q Awards e BRIT Awards. Os músicos também já foram indicados para o Mercury Prize e o MTV Europe Music Awards.

## Biografia
Em 1986, os amigos de escola James Dean Bradfield (vocais e guitarras), Nicky Wire (baixo) e Sean Moore (bateria) decidiram pelo nome de Betty Blue (título em inglês do filme 37°2 le matin de Jean-Jacques Beineix estrelado por Béatrice Dalle no papel de Betty), mas antes mesmo de lançar o primeiro single, o trio adotou Manic Street Preachers.
A capa do primeiro single "Suicide Alley", bancado pela banda, foi desenhada pelo guitarrista Richey James, que logo depois se tornou membro do grupo. O som tinha influências do punk e hard rock. O primeiro EP, New Art Riot, foi lançado em 1990.
As composições do Manic tinham como principais temas a política e a crítica social. O início do grupo foi cheio de polêmicas. Eles diziam que lançariam um único CD para vender 16 milhões de cópias e encerrariam a carreira da banda. As polêmicas só davam mais visibilidade ao grupo.
O primeiro sucesso, "Motown Junk", foi lançado pela gravadora Heavenly Records. O single se tornou um clássico do grupo. "You Love Us", segundo single, foi mais polêmico e entrou na parada britânica. Em seguida, o grupo realizou uma turnê no Reino Unido em 1991.
Em um dos shows, em Norwich, estava presente o jornalista da New Music Express, Steve Lamarcq, mais um que duvidava da seriedade e autenticidade do grupo. Após o show, durante a entrevista com Richey, como o jornalista não parecia muito convencido de suas declarações, o guitarrista pegou uma navalha e escreveu no braço 4 Real. A história terminou no hospital e Richey levou 17 pontos.
O resultado de tanta polêmica foi o contrato assinado com a Sony Music. Em 1992 saiu o primeiro álbum, Generation Terrorists. Várias canções entraram no Top 40 da Inglaterra. O single "Suicide In Painless", relançado, chegou ao Top 10 e foi tema do filme M*A*S*H. Em 1993 foi lançado o segundo álbum, Gold Against the Soul. O Manic continuou na mídia, ora por frases polêmicas, ora por supostos problemas de saúde.
Mas foi em 1994 e 1995 que as manchetes sobre o Manic se multiplicaram. Primeiro foi a internação de Richey James por colapso nervoso em uma clínica. Depois saiu o terceiro álbum, The Holy Bible, uma gravação mais introspectiva e depressiva. E, por último, a tragédia. No dia 1º de fevereiro de 1995, Richey, abandonou o hotel em que estava em Londres, deixando no quarto o passaporte e cartões de crédito. Seu carro foi encontrado uma semana depois, perto da ponte Severen Bridge, em Bristol, local conhecido como palco de suicídios. O corpo de James, contudo, nunca foi localizado. Volta e meia aparecem relatos de que ele teria sido visto em locais improváveis.  Num primeiro momento, os integrantes da banda não se preocuparam, pois não era a primeira vez que isso acontecia. Mas o sumiço se tornou longo demais e a preocupação aumentou quando encontraram o carro de Richey num local também conhecido pela procura de suicidas. O corpo nunca foi encontrado. O sumiço trágico do músico conferiu aura mítica à banda
Alguns meses depois a banda se recuperou da tragédia e decidiu continuar sem Richey depois de conversar com a família do guitarrista. Em 1996, os Manics lançaram o álbum Everything Must Go ainda com algumas canções de Richey. O disco vendeu dois milhões de exemplares. O sucesso crescia e no Brit Awards 97 eles levaram para casa os prêmios de Melhor Banda e Melhor Álbum (repetidos em 99).
This Is My Truth Tell Me Yours saiu em 98 e o single "If You Tolerate This Your Children Will Be Next" foi direto para o primeiro lugar das paradas. Em 2001, o Manic lançou Know Your Enemy. Gravado em El Cortizo, na Espanha, o álbum traz 16 faixas, mais uma, escondida. A turnê incluiu também um show em Cuba. Em 2002 e 2003 saíram duas coletâneas, Forever Delayed e Lipstick Traces (A Secret History of Manic Street Preachers).
Em 2003, a banda entrou em estúdio para gravar mais um álbum. Desta vez, a produção foi assinada por Tony Visconti, produtor de David Bowie. Lifeblood apostou num som mais pop, com variações eletrônicas. Assim como o anterior Know Your Enemy, a obra recebeu críticas mistas a negativas da crítica. Nisso, James e Nicky produziram discos solo.
Send Away the Tigers foi lançado em 2007, com o melhor desempenho comercial da banda desde o álbum de 1998. Definido pelas influências de hard rock e glam rock, a obra recebeu críticas favoráveis e é lembrado, pelos integrantes, como o trabalho que conseguiu recolocar o grupo em forma. Músicas como "Your Love Alone Is Not Enough" e "Autumnsong" entraram nas paradas do Reino Unido.
Em 2008, a banda gravou um cover de "Umbrella" para o álbum NME Awards 2008 e, com a morte de Richey anunciada, o trio revisitou as últimas letras deixadas por ele na produção de um novo disco, com produção de Steve Albini e Dave Eringa. A obra se contrasta dentre todos os trabalhos contemporâneos do Manic Street Preachers por fazer um "retorno" ao som que faziam nos anos 90, quando Richey desapareceu. Apesar da associação por parte de alguns críticos a sonoridade do álbum The Holy Bible, Journal for Plague Lovers, lançado em 2009, foi bem recebido pela maior parte da mídia especializada.
Após isso, a banda anunciou a gravação de um novo disco, desta vez num som mais pop. Postcards from a Young Man (2010), caracterizado por um som mais próximo ao mainstream, contém influências do power pop e foi considerado pela crítica o disco mais "alegre" e "descontraído" do grupo. No ano seguinte, em comemoração de 20 anos do lançamento dos primeiros singles do conjunto, foi distribuída a coletânea National Treasures – The Complete Singles.
Em 2013, o trio entrou novamente em estúdio. Na ocasião, gravaram dois álbuns de uma vez. O primeiro foi lançado ainda naquele ano e se chamou Rewind the Film. Com um som mais acústico e melancólico, o registro recebeu boas críticas e, seu sucessor, Futurology (2014), tomou um caminho distinto, com sonoridade elétrica e com influências diversas, como o krautrock. O trabalho foi apontado como um dos melhores registros de toda a carreira da banda pela maior parte da crítica especializada. O lançamento acompanhou uma turnê comemorativa dos 20 anos de The Holy Bible.
Em 2016, o grupo realizou uma turnê para comemorar os 20 anos de Everything Must Go. Paralelamente a isso, foi lançado o single "Together Stronger (C'mon Wales)", produzido como hino da Seleção Galesa de Futebol para o Campeonato Europeu de Futebol de 2016.
Ao final de 2017, a banda anunciou uma turnê no Reino Unido para o lançamento do disco Resistance Is Futile. No mês seguinte foi lançada a canção "International Blue" nas plataformas digitais e no canal VEVO em lyric video. Nos primeiros meses de 2018 foram lançados mais três singles, enquanto o álbum fora disponibilizado em 2018. O projeto alcançou avaliações favoráveis da mídia especializada, embora sem superar o sucesso de crítica do anterior Futurology. As composições, assinadas pelos integrantes, envolveu reflexões políticas e pessoais envolvendo sentimentos como melancolia, misantropia e indiferença, além de homenagens a nomes como Yves Klein e David Bowie. A sonoridade, em sua maior parte, foi associada ao som pop radiofônico explorado pelo grupo em 1996. com o álbum Everything Must Go.
Após a divulgação de Resistance Is Futile, a banda promoveu uma edição comemorativa de 20 anos do álbum This Is My Truth Tell Me Yours em 2018. Em 2020, foi a vez do álbum Gold Against the Soul receber uma edição remasterizada. Ainda no mesmo ano, o vocalista James Dean Bradfield lançou Even in Exile, seu segundo álbum. Com o desenvolvimento da pandemia de COVID-19, a gravação de um novo álbum do Manic Street Preachers sofreu uma série de atrasos, sendo finalmente completo no ano seguinte. The Ultra Vivid Lament foi lançado em setembro de 2021 e foi caracterizado por uma sonoridade mais melancólica. A obra recebeu avaliações favoráveis da crítica e alcançou o topo das paradas de álbuns do Reino Unido, marca que a banda tinha alcançado apenas em 1998.
Entre 2022 a 2024, a banda trabalhou em uma série de projetos comemorativos, incluindo uma edição revisada e expandida do álbum Know Your Enemy e uma edição comemorativa de 20 anos de Lifeblood. Além disso, o grupo promoveu uma turnê conjunta com a banda Suede e liberou a coletânea Sleep Next to Plastic, com covers gravados ao longo da carreira. No segundo semestre de 2024, o grupo lançou singles inéditos e anunciou o álbum Critical Thinking, cujo lançamento se deu em janeiro de 2025.

## Integrantes
- James Dean Bradfield – vocal, guitarra, violão, piano, teclado (1986-atualmente)
- Nicky Wire – baixo, vocal, piano, vocal de apoio, guitarra (1986-atualmente)
- Sean Moore – bateria, percussão, trompete (1986-atualmente)

Ex-integrantes
- Richey Edwards – guitarra, piano, vocal de apoio (1989-1995)
- Miles "Flicker" Woodward – baixo (1986-1988)

## Discografia
- Generation Terrorists (1992)
- Gold Against the Soul (1993)
- The Holy Bible (1994)
- Everything Must Go (1996)
- This Is My Truth Tell Me Yours (1998)
- Know Your Enemy (2001)
- Lifeblood (2004)
- Send Away the Tigers (2007)
- Journal for Plague Lovers (2009)
- Postcards from a Young Man (2010)
- Rewind the Film (2013)
- Futurology (2014)
- Resistance Is Futile (2018)
- The Ultra Vivid Lament (2021)
- Critical Thinking (2025)